# Westerwolde (Landstrich)

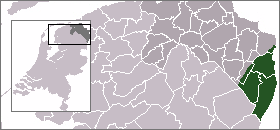
Das historische Gebiet Westerwoldes in der Provinz Groningen.

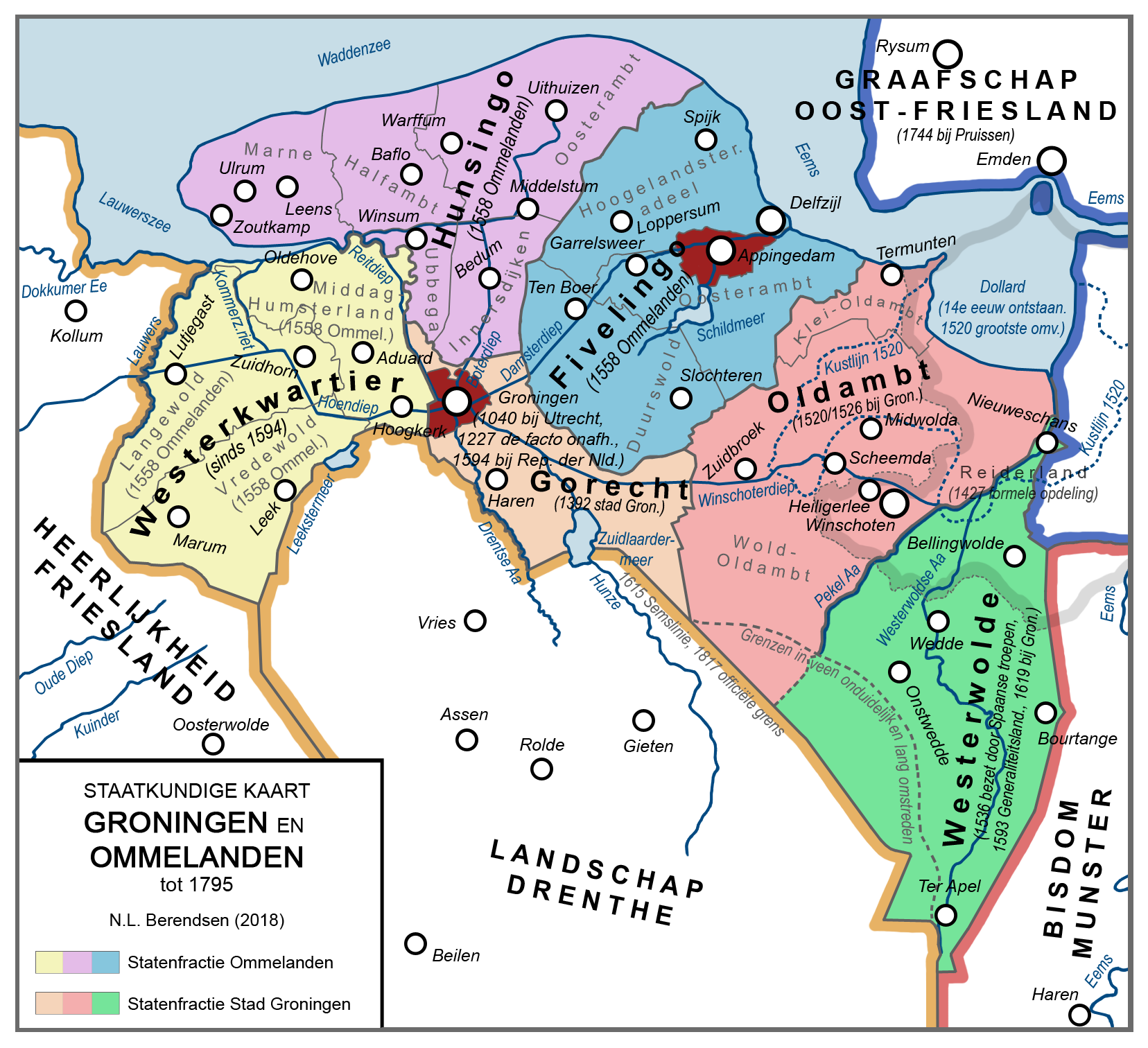
Westerwolde (grün) in den Ommelanden (bis 1795)

Westerwolde ist der südöstliche Teil der Ommelande und der östlichste Teil der Provinz Groningen in den Niederlanden und liegt an der Grenze zu Deutschland.

## Geschichte der Herrlichkeit Westerwolde
Bis zum Ende des 16. Jahrhunderts war es eine selbständige Herrlichkeit des Heiligen Römischen Reichs. Weithin bekannt als Viehmarkt war der Westerwolder Weddermarkt.
Von 1594 bis 1619 war Westerwolde ein Generalitätsland, stand jedoch unter starkem politischen Einfluss der Stadt Groningen. 1619 kaufte die Stadt Groningen die Herrlichkeit Westerwolde.

## Moorkolonisation
Im 14. Jahrhundert war Westerwolde nicht mehr als eine Ansammlung von weit gestreuten Dörfern und Kleinsiedlungen in einem weitgehend unzugänglichen Moor, dem Bourtanger Moor. Ab 1765 ließ die Stadt Groningen den nach ihr benannten Stadskanaal anlegen. Die Bewohner der anliegenden Fehnsiedlungen legten das Moor trocken, bauen es ab und nutzten die gewonnenen Flächen für Ackerbau und Viehzucht.
Heutzutage ist nur beim Dorf Sellingen ein wenig von diesem Moor bewahrt geblieben. Im Zuge der Arbeiten an der Museums- und Festungsstadt Bourtange werden jedoch auch dort weite Gebiete wieder vernässt.